# Lothar Osiander
Lothar Osiander (* 8. November 1939 in München) ist ein in Deutschland geborener ehemaliger US-amerikanischer Fußballtrainer. Er war 1986 bis 1988 Trainer der US-amerikanischen Fußballnationalmannschaft und im Anschluss von 1988 bis 1992 Trainer der Olympia- und Juniorenauswahl der USA, die er zur Goldmedaille bei den Panamerikanischen Spielen 1991 führte. Neben und nach seiner Tätigkeit für die United States Soccer Federation trainierte Osiander den Greek-American A.C aus San Francisco, den er 1985 und 1994 zum Sieg beim U.S. Open Cup führte. Nach Einführung der Major League Soccer trainierte er bis 2000 verschiedene Franchises (LA Galaxy, San Jose Earthquakes) sowie eine Jugendauswahl der US-Verbandes in der 2. US-Liga A-League, bevor er in den 2000er Jahren seine Trainerlaufbahn im unterklassigen Bereich ausklingen ließ.
Osiander wanderte mit seiner Familie 1958 in die USA ein, ließ sich in der San Francisco Bay Area nieder, wo er High-School- und College-Fußball spielte, ab seinem Sophomore-Jahr für University of San Francisco, mit der er 1966 die US-Collegemeisterschaft gewinnen konnte. Nach seinem College-Abschluss 1968 arbeitete Osiander kurzzeitig als Assistenztrainer für California Surf in der North American Soccer League, kehrte aber schnell in die Bay Area zurück, um für dortige Amateurvereine zu spielen und diese zu trainieren, während er hauptberuflich als Oberkellner bei einem beliebten italienischen Restaurant in San Francisco arbeitete. 1973 erwarb er die A-Lizenz an der US Soccer Coaching School in einem Lehrgang unter der Leitung vom FIFA-Entwicklungshelfer Dettmar Cramer und gehörte ab 1974 zum Trainerstab des US-Fußballverbandes.
Nach dem Sieg im U.S. Open Cup 1994 engagierten ihn die Atlanta Ruckus für die Saison 1995 der neuen A-League, wo er als Coach of the Year ausgezeichnet wurde.